# Manuel Canales
Pour les articles homonymes, voir Canales (homonymie).
Manuel Braulio Canales López (né le 26 mars 1747 à Tolède et mort dans cette même ville en 1786) est un violoncelliste et un compositeur espagnol.

## Biographie
On a peu d'éléments de connaissance de la vie de Manuel Canales. Les premières recherches sont dues à Julio Gómes, compositeur et musicologue, dans un article paru en 1912, à la suite de la découverte du volume de quatuors conservés à Tolède.
L'enfant est baptisé à Sancta Maria Magdalena trois jours après sa naissance, sous les prénoms de Manuel et Braulio par ses parents, Dámaso Canales et Antonia López Carnicero.
C'est en octobre 1756, à l'âge de neuf ans, à la cathédrale de Tolède, que débute la formation musicale du petit Manuel, sous la direction du maître Jaime Casella (1690-1764). Il est remarqué pour son talent au violoncelle et à la basse de viole. L'influence du violoncelliste Francesco Montali semble considérable. Montali a composé un grand nombre d'œuvres de musique de chambre à la maison d'Alba entre 1751 et 1759.

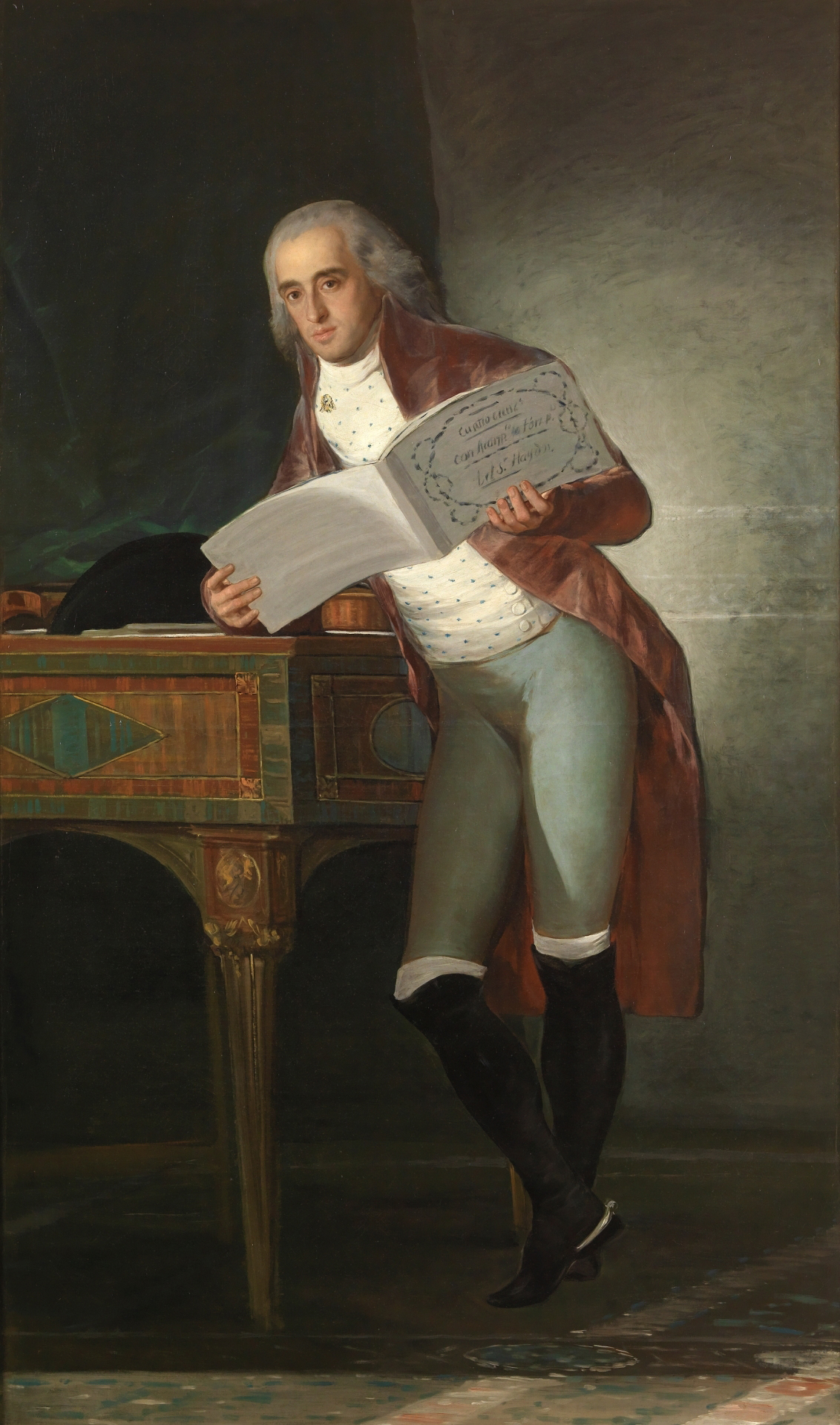
Fernando de Silva y Álvarez de Toledo, duc d'Albe et protecteur de Canales. Dans ses mains, une partition de Joseph Haydn.

Il déménage à Madrid en 1770 pour travailler au service du Duc d'Albe. Ce séjour lui permet de découvrir la musique de chambre de Joseph Haydn et de Luigi Boccherini, influences qui transparaissent dans sa musique. Il est probable que le musicien ait découvert ce répertoire dans les Académie de Musique qu'il a fréquenté à Madrid. Dans les volumes conservés à la bibliothèque nationale de Madrid, on retrouve la musique de Canales aux côtés d'œuvres de Joseph Haydn, Antonín Kammel (1730-1788), Luigi Boccherini ou Karl Friedrich Abel, signe de la qualité qu'on prêtait à ses quatuors.
Julio Gómes émet l'hypothèse que Canales a étudié en Italie avant 1774, mais il n'y a aucune preuve pour l'instant.
Son protecteur, le Duc d'Albe meurt en 1776, ce qui semble le mettre dans une situation difficile. Il espère sans doute entrer aux services du Roi d'Espagne en lui dédiant son opus 3, mais en vain. Sans poste dans la capitale, en 1779, il retourne à Tolède et œuvre au sein de la cathédrale comme instrumentiste et compositeur de musique sacrée. Laïque, il se vit refuser par le chapitre la titularisation au poste de maître de chapelle, poste échu à Francisco Juncà (1742-1833).
Le Quatuor Canales est une formation de chambre nommée en hommage à Manuel Canales et dédiée à la redécouverte du répertoire. Elle est composée de Juan Llinares et Roberto Mendoza, violons, Luis Llácer, alto et lagoba Fanlo, violoncelle. Ces musiciens enseignent tous la musique au Conservatoire supérieur de Musique de Madrid. Ils ont par leurs recherches découvert des œuvres du Marquis Diego de Araciel (première moitié du XIXe siècle).

## Œuvres
L'œuvre de chambre de Canales est la plus ancienne production espagnole connue et un chapitre essentiel pour la connaissance de la musique espagnole de l'époque.
Son style, influencé par Haydn et Boccherini, intègre cependant des éléments mélodiques et rythmiques issus de la musique populaire. La texture est délicate, les phrases sont généralement courtes et contrastées et la beauté des œuvres est originale. L’opus 3 est composé en respectant un équilibre des différentes voix. Cela montre l'assurance de la main d'un musicien expérimenté et connaissant la musique de chambre européenne. Des parallèles ont notamment été fait avec l’opus 9 de Haydn à propos de la structure (quatre mouvements, menuet en second) et de l'expression (usage fréquent de l'unisson).
On ne sait pour l'instant rien de son opus 2. Des recherches au fonds musical de la Bibliothèque Nationale de Madrid, encore peu étudié, devraient apporter la réponse.
Aucun documents ne permet de savoir ce qui a présidé à la publication de son opus 3 en Angleterre.
Il compose aussi quelques œuvres d'inspiration religieuses, des chants de Noël et des villancicos qui n'ont pas encore été localisées.
Sources
La bibliothèque de Tolède possède le manuscrit complet de l’opus 1 et un autre incomplet (seules les parties de violons y figurent) à la Bibliothèque Nationale de Madrid. En revanche l'édition de l’opus 3 a bénéficié d'une plus large diffusion puisqu'on le retrouve, outre en Espagne, en Italie, aux États-Unis, en Angleterre.

### Musique de chambre

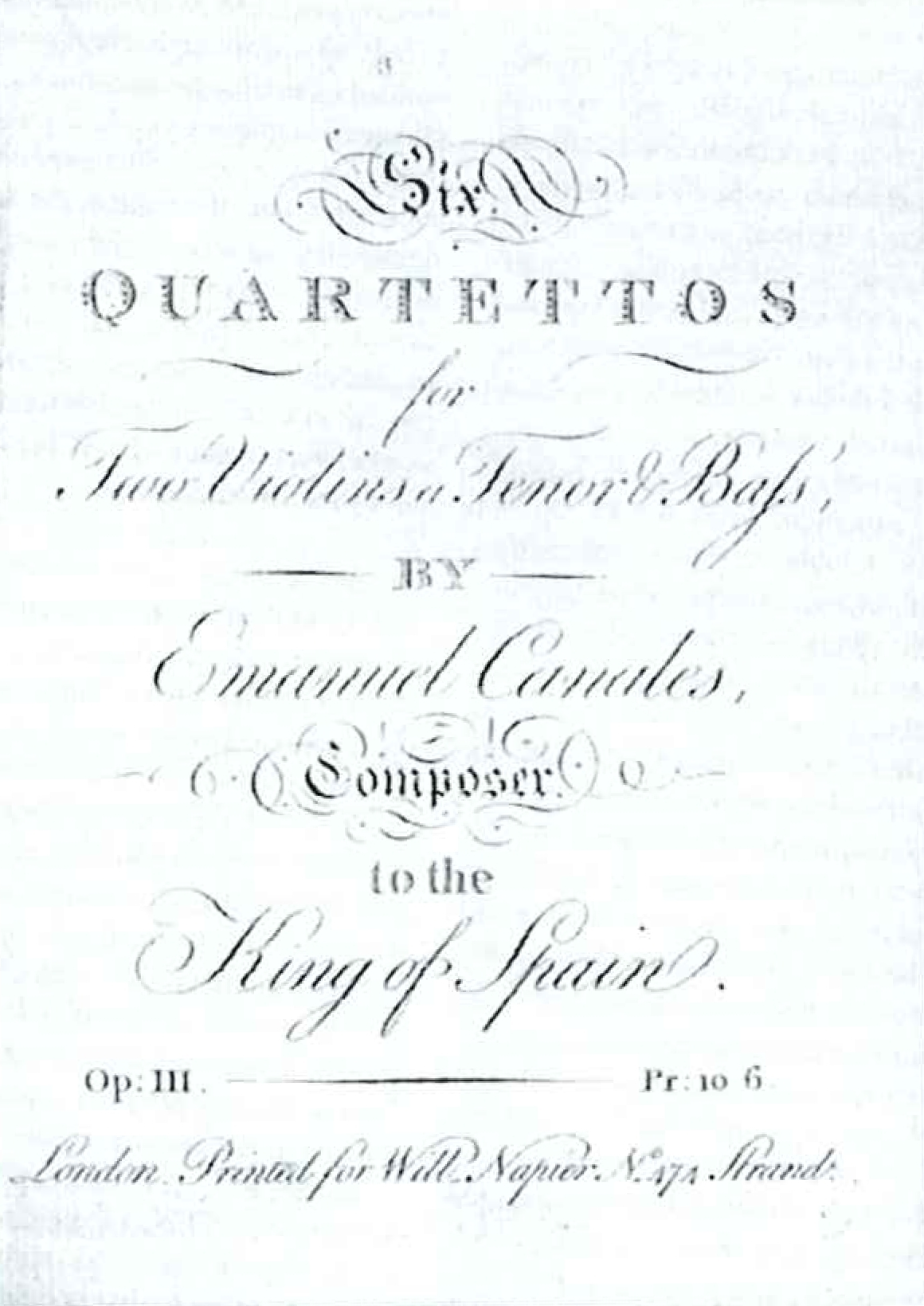
Page de titre de l'édition des Quatuors à cordes op. 3 de Manuel Canales

- Six Quatuors à cordes opus 1 (Madrid, 1774 sous le titre Seis quartetos a dos violones, viola i violoncelo dedicados al Exmo. Sr. Duque de Alba por su musico de camara D. Manuel Canales) Dédiés au XIIe Duc d'Albe, Fernando de Silva y Álvarez de Toledo.
  - Quatuor à cordes I, en sol mineur

  1. I. Allegro comodo
  2. II. Andantino con moto
  3. III. Presto

  - Quatuor à cordes II, en mi-bémol majeur

  1. I. Allegro con moto
  2. II. Largo
  3. III. Tempo di minuetto

  - Quatuor à cordes III, en ré majeur

  1. I. Allegro
  2. II. Andante
  3. III. Minué con variazioni

  - Quatuor à cordes IV, en si-bémol majeur

  1. I. Allegro
  2. II. Larghetto grazioso
  3. III. Rondeau. Allegro

  - Quatuor à cordes V, en ré mineur

  1. I. Allegro
  2. II. Larghetto
  3. III. Presto

  - Quatuor à cordes VI, en fa majeur

  1. I. Allegretto
  2. II. Minuetto
  3. III. Presto

- Six Quatuors à cordes opus 3 (Chez William Napier & Robert Bremner à Londres, vers 1778 sous le titre "Six quartettos for two violins a tenor & bass by Emmanuel Canales, composer to the King of Spain, op. III") Dédiés au Roi d'Espagne Carlos III.
  - Quatuor à cordes I, en ré mineur

  1. I. Allegro maestoso
  2. II. Minuet - Trío
  3. III. Largo assai
  4. IV. Presto

  - Quatuor à cordes II, en mi-bémol majeur

  1. I. Allegro maestoso
  2. II. Allego - Minuet - Minore
  3. III. Adagio
  4. IV. Presto

  - Quatuor à cordes III, en ut mineur

  1. I. Allegro maestoso
  2. II. Minuet - Trío
  3. III. Largo
  4. IV. Allegro non molto

  - Quatuor à cordes IV, en si-bémol majeur

  1. I. Allegro maestoso
  2. II. Minuet - Trío
  3. III. Largo amoroso
  4. IV. Presto

  - Quatuor à cordes V, en sol majeur

  1. I. Allegro maestoso
  2. II. Minuet - Minore
  3. III. Largo sostenuto
  4. IV. Presto

  - Quatuor à cordes VI, en do majeur

  1. I. Allegro maestoso
  2. II. Minuet
  3. III. Largo
  4. IV. Presto

### Éditions
Les partitions de Canales sont restées inédites jusqu'en 1986.
- Intégrale des quatuors à cordes, Cuartetos de cuerda (Obra completa), établie par Miguel Simarro, éd. ICCMU. 215 pages  (ISBN 84-8048-382-2) [2]

### Discographie
- Six Quatuors à cordes opus 1, Cambini Quartet : Miguel Simarro, Eva-Maria Röll, Lothar Haass, Ulrike Mix (Sociedad española de Musicología SEdeM 7)
- Quatuors à cordes opus 3 n° 1 à 3, Cambini Quartet (1998 - La mà de guido LMG 2038)
- Quatuors à cordes opus 3 n° 4 à 6, Cambini Quartet (2002 - La mà de Guido LMG 2049)